# Euptoieta hegesia

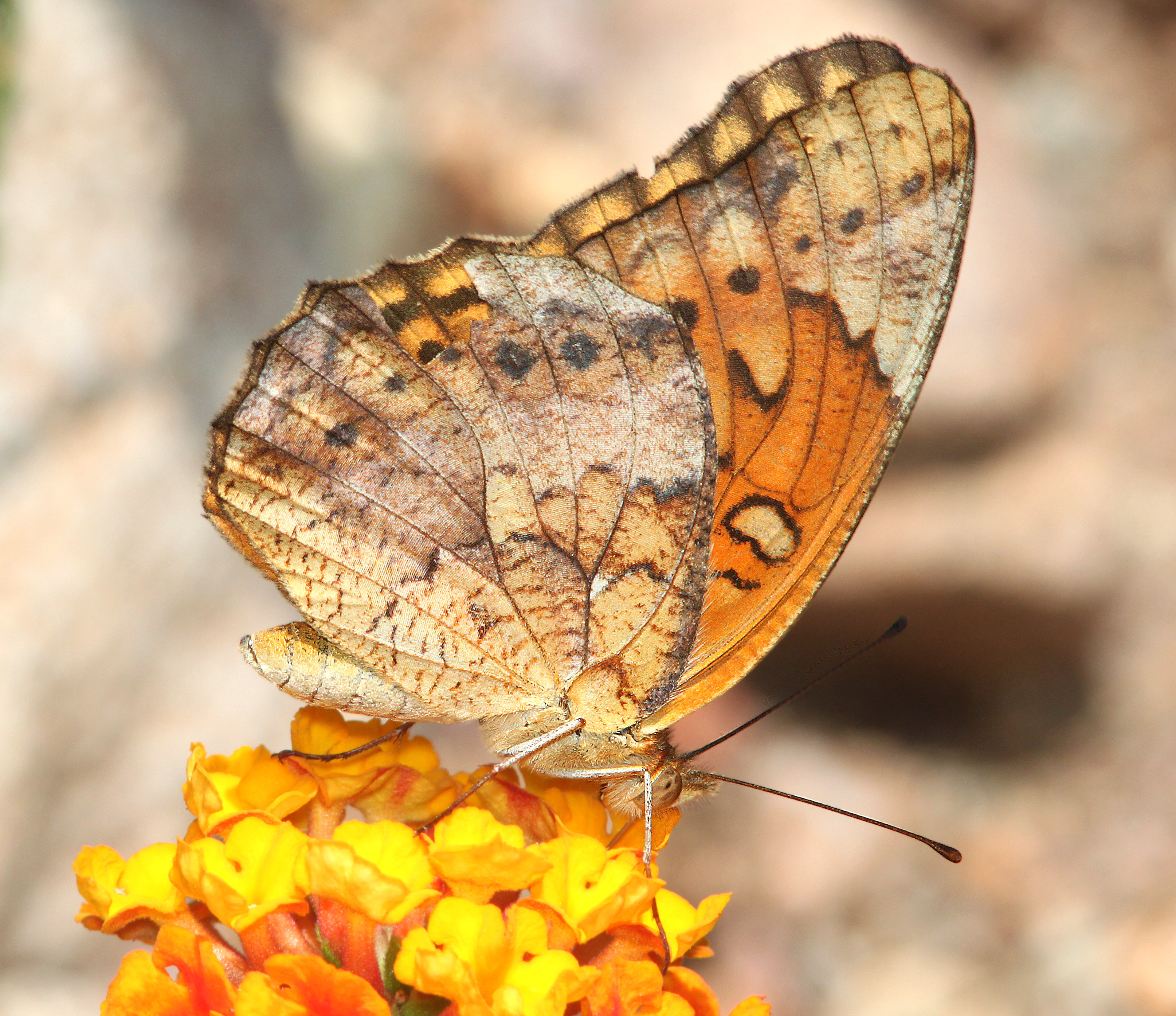
Flügelunterseite

Euptoieta hegesia ist ein in Nord-, Mittel- und Südamerika vorkommender Schmetterling aus der Familie der Edelfalter (Nymphalidae).

## Merkmale

### Falter
Die Falter erreichen eine durchschnittliche Flügelspannweite von 65 bis 75 Millimetern, wobei die Weibchen geringfügig größer als die Männchen sind. Bei beiden Geschlechtern sind die orangefarbenen oder gelbbraunen Flügeloberseiten mit schwarzen Flecken und Linien gemustert. In der Submarginalregion ist eine schwarze Punktreihe zu erkennen. Die schwarzen Adern auf der Vorderflügeloberseite heben sich deutlich hervor. Der Saum ist dunkelbraun. Die Diskalregion auf der Hinterflügeloberseite ist leicht aufgehellt. Die Flügelunterseiten sind schwach hellbraun bis rotbraun marmoriert. Perlmuttflecke fehlen.

### Raupe, Puppe
Ausgewachsene Raupen sind rostrot gefärbt und zeigen einen weißen Seitenstreifen. Jedes Körpersegment ist mit verzweigten schwarzen Dornen versehen. Am Kopf befinden sich zwei kurze, dünne, gerade Hörner, die am Ende kolbenförmig auslaufen. Die Puppe ist als Stürzpuppe ausgebildet und hat eine dunkelbraune Farbe. An den Flügelscheiden ist ein T-förmiges schwarzes Zeichen zu erkennen. Von der gesamten Körperoberfläche heben sich kleine goldfarbene spitze Höcker ab.

### Ähnliche Arten
Euptoieta claudia unterscheidet sich durch die dunklere Diskal- und Basalregion auf der Hinterflügeloberseite sowie die konturenreiche Marmorierung auf der Hinterflügelunterseite.

## Verbreitung, Lebensraum und Unterarten

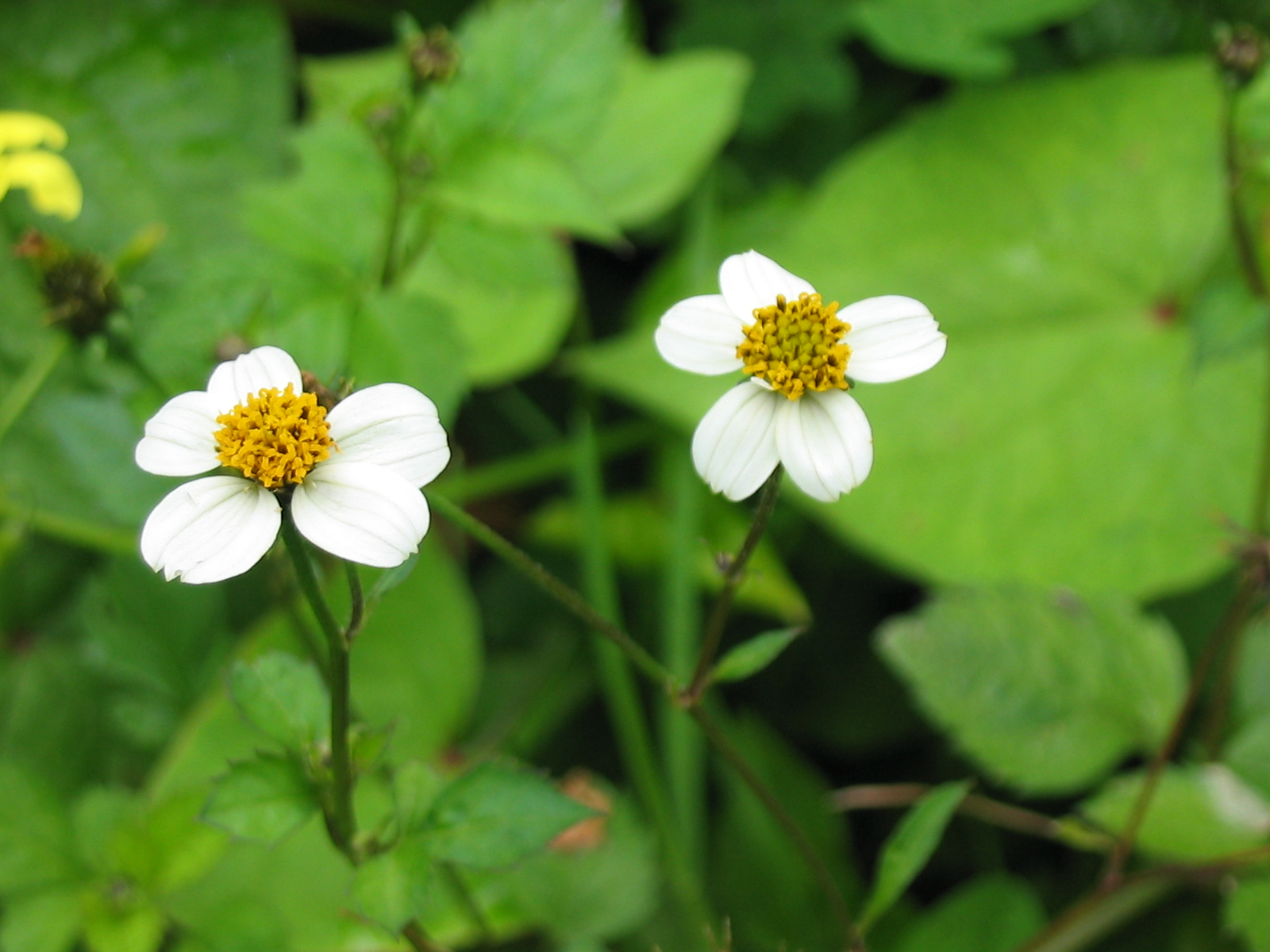
Behaarter Zweizahn, eine Nahrungsblüte der Falter

Die Verbreitung von Euptoieta hegesia erstreckt sich vom Süden der USA und den Westindischen Inseln bis nach Argentinien. Einzelne Exemplare wurden auch im Süden von Kalifornien nachgewiesen. Die Art bewohnt bevorzugt offene subtropische Gebiete. Neben der in der Dominikanischen Republik  sowie auf Jamaika und Kuba vorkommenden Nominatform Euptoieta hegesia hegesia sind folgende Unterarten bekannt:
- Euptoieta hegesia meridiania Stichel, 1938 USA, Mexiko, Panama, Ecuador und Brasilien
- Euptoieta hegesia watsoni Comstock, 1944 Puerto Rico

## Lebensweise
Die Falter fliegen in mehreren Generationen das ganze Jahr hindurch. Sie saugen zur Nahrungsaufnahme gerne an Blüten, beispielsweise an Wandelröschen (Lantana) oder Behaartem Zweizahn (Bidens pilosus) und nehmen zuweilen Mineralstoffe von frischem Kot auf. Die Eier werden an den Blättern oder Stielen der Nahrungspflanze abgelegt. Die Raupen ernähren sich von den Blüten und Blättern verschiedener Pflanzen, beispielsweise von Safranmalven- (Turnera), Passionsblumen- (Passiflora) oder Hybanthus-Arten.